# Himantopus mexicanus
Himantopus mexicanus (Camallarga americana) és un camallarga, per tant un ocell de la família dels recurviròstrids (Recurvirostridae). Considerat per alguns autors coespecífic del camallarga comú.

## Subespècies i distribució
S'han classificat en dues subespècies:
- H. m. knudseni Stejneger, 1887. De les illes Hawaii.
- H. m. mexicanus (P.L.S.Müller, 1776). Des de la Colúmbia Britànica i sud d'Alberta, cap al sud, per l'oest dels Estats Units fins a Mèxic i Amèrica Central i a la llarga de la costa Atlàntica dels Estats Units, des de Massachusetts, per Florida i Texas, i les Bahames i Antilles i el nord d'Amèrica del Sud, fins a l'Equador, nord-est de Brasil i el Perú, per la costa i per la zona del Llac Titicaca.